# Zoja Swietowa

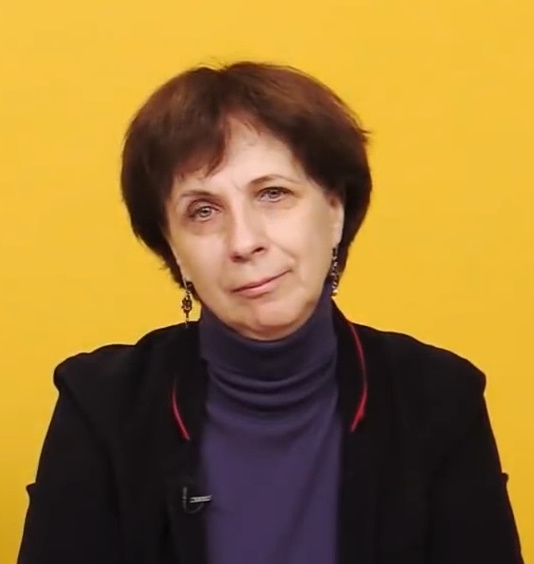
2017

Zoja Fieliksowna Swietowa (ros. Зоя Феликсовна Светова, ur. 17 marca 1959 w Moskwie) – rosyjska obrończyni praw człowieka i dziennikarka. Zajmuje się prawami więźniów z fundacją Otwarta Rosja.
Była członkinią Komisji Monitorującej w Moskwie, która obserwuje warunki w aresztach i więzieniach, zwracając uwagę na naruszenia praw więźniów. Jej prace zostały docenione przez Amnesty International oraz Stowarzyszenie Rosyjskich Dziennikarzy. Za swoją działalność spotkały ją represje ze strony rosyjskich władz.
Jej rodzice Zoja Krachmalnikowa i Feliks Swietow byli radzieckimi dysydentami politycznymi, którzy doświadczyli kary pozbawienia wolności.

## Nagrody
- Bucerius-Förderpreis Freie Presse Osteuropas (2009)[5]